# Monodia

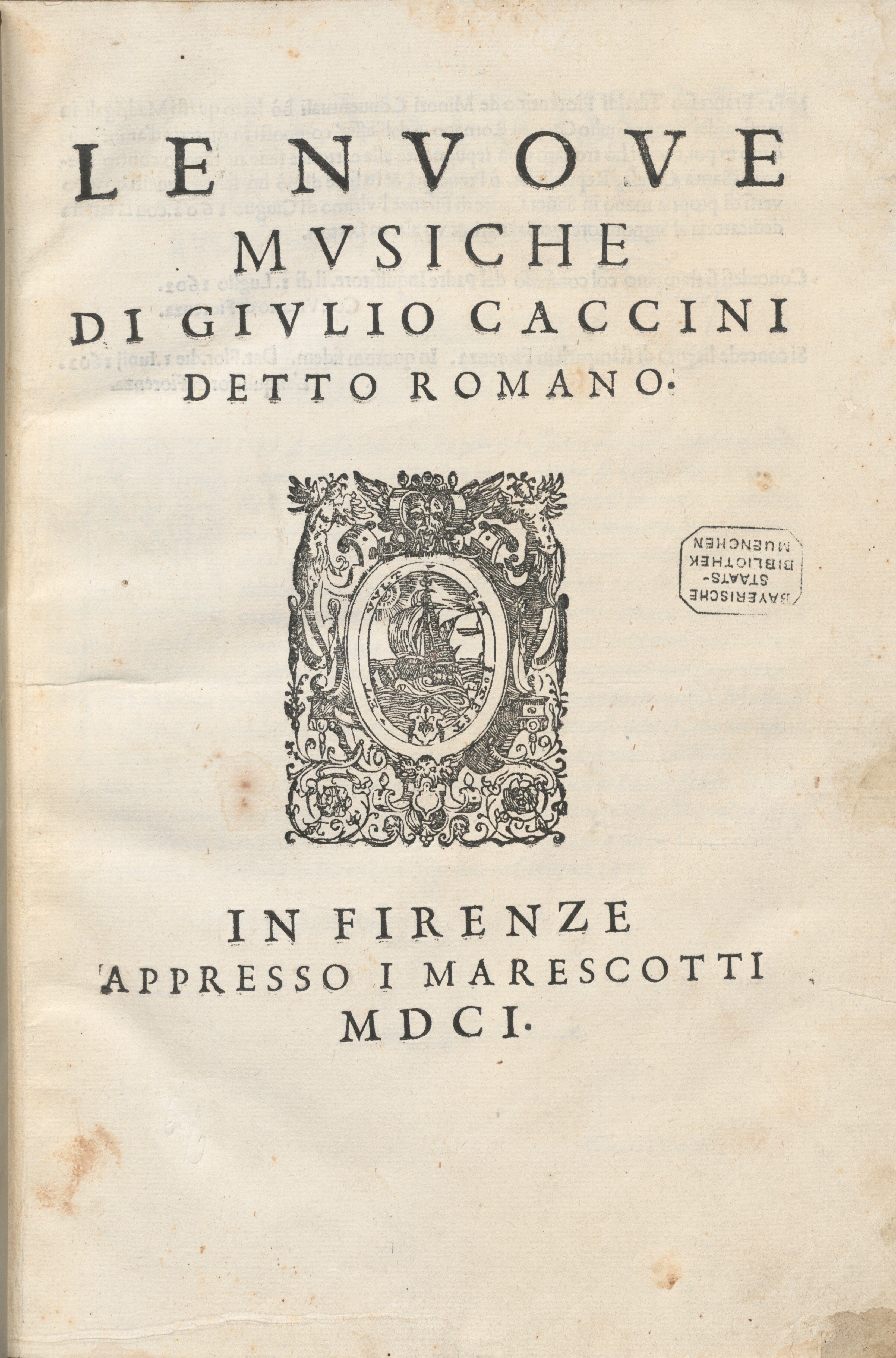
Strona tytułowa Le nuove musiche Cacciniego (1602)

Monodia (gr. μονωδία – solowy śpiew) to:
1. solowa melorecytacja w dramacie greckim, w szczególności monolog o charakterze lamentacyjnym,
2. gatunek muzyczny wyróżniający się jednolitą linią melodyczną i akompaniamentem.

Chociaż tego rodzaju muzyka jest spotykana w wielu kulturach w całej ich historii, termin ten jest generalnie stosowany do włoskiej pieśni powstałej w XVI w., stanowiącej swoiste przeciwieństwo polifonii, w której każda część jest jednakowo ważna, i homofonii, w której akompaniament nie jest rytmicznie niezależny. Termin jest używany zarówno w odniesieniu do całego stylu, jak i pojedynczych pieśni – powstał on jednak dopiero we współczesnej muzykologii, zaś żaden z ówczesnych kompozytorów nie używał tego terminu.
Kompozycjami o monodycznej formie były: madrygały, motety, a nawet koncerty, w ówczesnym znaczeniu concertato, czyli "z instrumentami". Kompozycje te dzielą się na utwory solowe zupełnie pozbawione elementu harmonicznego oraz na utwory przeznaczone dla głosu solowego z towarzyszeniem instrumentu (monodia akompaniowana).
Muzyczna monodia rozwinęła się jako próba przywrócenia starogreckiej idei melodeklamacji – pojedynczy głos wykonujący ornamentowaną partię melodyczną, z towarzyszeniem takich instrumentów, jak lutnia, chitarrone, teorban, klawesyn, organy, niekiedy gitara. Niektóre monodie były aranżowane specjalnie dla niewielkich zespołów. Rozwój gatunku był charakterystyczny dla wczesnego baroku, w przeciwieństwie do stylu późnego renesansu, w którym dominowała wielogłosowość. Kontrastujące pasaże w monodiach mogły być bardziej melodyczne lub bardziej deklamatorskie – style te rozwinęły się potem w arię i recytatyw, a cała forma złączyła się ok. 1635 r. z kantatą kameralną. Rozwijająca się równolegle we Francji forma solowego śpiewu z akompaniamentem nosiła nazwę air de cour.

## Najważniejsi twórcy monodii
- Vincenzo Galilei (1520–1591)
- Giulio Caccini (ok. 1545–1618)
- Emilio de’ Cavalieri (ok. 1550–1602)
- Bartolomeo Barbarino (?–ok. 1617)
- Jacopo Peri (1561–1633)
- Claudio Monteverdi (1567–1643)
- Alessandro Grandi (ok. 1575–1630)
- Giovanni Pietro Berti (?—1638)
- Sigismondo d’India (ok. 1582–1629)
- Claudio Saracini (1586–ok. 1649)